# Geron parvidus
Geron parvidus är en tvåvingeart som beskrevs av Joseph Hannum Painter 1932. Geron parvidus ingår i släktet Geron och familjen svävflugor.
Artens utbredningsområde är Kalifornien. Inga underarter finns listade i Catalogue of Life.